# Lernella
Lernella es un género de foraminífero bentónico de la subfamilia Cassidulininae, de la familia Cassidulinidae, de la superfamilia Cassidulinoidea, del suborden Buliminina y del orden Buliminida. Su especie tipo es Cassidulina auri. Su rango cronoestratigráfico abarca desde el Oligoceno hasta la Actualidad.

## Discusión
Clasificaciones previas incluían Lernella en el suborden Rotaliina del orden Rotaliida.

## Clasificación
Lernella incluye a las siguientes especies:
- Lernella auri
- Lernella corbyi
- Lernella crispa
- Lernella inflata
- Lernella seranensis
- Lernella subauri
- Lernella tumida